# 安娜·雄金娜
安娜·雄金娜（1989年11月23日—）是一名哈萨克斯坦现代五项运动员，身高1.7米，体重61千克。曾参加2010年广州亚运会现代五项比赛，并获得女子个人第九名和女子团体铜牌。